# La Clinique du docteur H (téléfilm, 2015)
Pour les articles homonymes, voir La Clinique du docteur H. (homonymie).
Pour plus de détails, voir Fiche technique et Distribution.
La Clinique du docteur H est un téléfilm français réalisé par Olivier Barma et diffusé sur France 3 le 12 septembre 2015.

## Synopsis
Après un accident de voiture, Cathy est hospitalisée dans la clinique du docteur H. En pleine nuit, elle croit voir le corps d'une jeune femme transféré dans le coffre d'une voiture. Le matin, elle apprend la mort de cette dernière qui s'avère être l'épouse de son amant. Son mari, Serge, juge d'instruction, est chargé de l'affaire.

## Fiche technique
- Titre original : La Clinique du docteur H
- Réalisation : Olivier Barma
- Scénario : Yann Le Nivet d'après le roman de Mary Higgins Clark
- Photographie : Serge Dell'Amico
- Production : EuropaCorp
- Pays d’origine : France
- Langue : Français
- Genre : Policier
- Durée : 90 minutes
- Date de diffusion : 12 septembre 2015 sur France 3[2]
- Audience : 2,7 millions de téléspectateurs (13 % de PDM)[3]

## Distribution
- Aurélien Recoing : le docteur H
- Nicolas Marié : Serge
- Élodie Frenck : Cathy
- Thomas Jouannet : Eric
- Olivia Côte : Joséphine
- Guilaine Londez : Edwige
- Thomas Di Genova : Raph
- Melanie Baxter-Jones : Solange
- Chloé Souliman : Virginie

## Tournage
Le tournage a été effectué à la maison du Prado (Limonest), à Lyon, Villeurbanne, et sur la base aérienne 942 Lyon-Mont Verdun du 20 janvier 2015 au 17 février 2015.